# داروين ريتشاردسون
داروين ريتشاردسون (بالإنجليزية: Darwin Richardson)‏ هو مبشر أمريكي، ولد في 29 يونيو 1812، وتوفي في 13 نوفمبر 1860.